# Vandtårnet i Tyrsted
Vandtårnet i Tyrsted eller Den blå diamant er et 40 meter højt vandtårn beliggende i Tyrsted cirka fem kilometer vest for Horsens. Vandtårnet blev opført i 1984 for Horsens Kommune og er det nyeste vandtårn i kommunen.
Tårnet har kapacitet til 2.000 kubikmeter vand og måler 40 meter i højden. Materialevalget blev stål, eftersom det ville have været mere omkostningstungt at bruge beton.

## Arkitektur
Vandtårnet er bygget på en central søjle med vandbeholderen ovenpå formet som en diamant, som måler 23,4 m i diameter på det bredeste sted. Rundt om er en vifte af søjler. Selve tårnet er i blåfarvet stål, mens viften er neutral. Tårnet er tegnet af arkitekt Holger Koch-Nielsen.